# Communauté de communes de Montrésor
Die Communauté de communes de Montrésor ist ein ehemaliger französischer Gemeindeverband mit der Rechtsform einer Communauté de communes im Département Indre-et-Loire in der Region Centre-Val de Loire. Sie wurde am 13. Dezember 2000 gegründet und umfasste zehn Gemeinden. Der Verwaltungssitz befand sich im Ort Montrésor.

## Historische Entwicklung
Mit Wirkung vom 1. Januar 2017 fusionierte der Gemeindeverband mit
- Communauté de communes Loches Développement,
- Communauté de communes du Grand Ligueillois sowie
- Communauté de communes de la Touraine du Sud

und bildete so die Nachfolgeorganisation Communauté de communes Loches Sud Touraine.

## Ehemalige Mitgliedsgemeinden
1. Beaumont-Village
2. Chemillé-sur-Indrois
3. Genillé
4. Le Liège
5. Loché-sur-Indrois
6. Montrésor
7. Nouans-les-Fontaines
8. Orbigny
9. Villedômain
10. Villeloin-Coulangé